# Alpha Andromedae
Alpha Andromedae (Alpha And, α And, α Andromedae), também chamada Alpheratz, Sirah ou Delta Pegasi, é a estrela mais brilhante da constelação de Andrômeda. Está situada no extremo nordeste da constelação de Pegasus e como tal também pode ser designada por Delta Pegasi (δ Peg), apesar de este nome não ser mais utilizado. Está localizada a 97 anos-luz da Terra.
É uma estrela binária de magnitude 2,2, de classe B (azul-branco). É composta por duas estrelas que orbitam próximas e que só se conseguem distinguir através de análise espectroscópica cuidada. A maior das duas tem um tamanho dez vezes superior. O período orbital tem 96,7 dias. A classe espectral é B8 e o par é 200 vezes mais luminoso que o Sol, com uma temperatura à superfície de 13000 Kelvin
A estrela maior possui uma grande abundância de vários elementos, tais como mercúrio, gálio, manganês e európio, na sua atmosfera. Por outro lado, outros elementos têm concentrações muito baixas. Estas anomalias podem ser o resultado da pressão gravitacional da estrela.
A estrela é classificada como do tipo variável Alpha2 Canum Venaticorum e a sua magnitude varia de +2,02 até +2.06, com um período de  23,19 horas.

## Etimologia
"Alpheratz" vem do árabe سرة الفرس, surrat al-faras, "o umbigo da égua", devido à sua posição no asterismo.

## Designações
- Designação de Bayer : α Andromedae.
- Designação de Flamsteed : 21 Andromedae
- Harvard Revised Photometry : HR 15
- Catálogo Henry Draper : HD 358
- Catálogo SAO : SAO 73765
- Bonner Durchmusterung : BD +28°4
- Fifth Fundamental Catalogue : FK5 1
- Catálogo de Estrelas Duplas Washington : WDS 00084+2905
- Catálogo Hipparcos : 677

Coordenadas:  00h 08m 23.2586s, +29° 05′ 25.555″